# アモン人

アモン人は古代パレスチナのセム系民族の一つである。アンモン人と訳される事もある。

## 聖書におけるアモン人
アモン人は聖書ではモアブ人の兄弟民族であり、先祖がロトであることからアブラハムの子孫であるイスラエルとは従兄弟に当たる民族とされている。ヨルダン川東岸のギレアデ地方に国家を築いており、イスラエルとは敵対的関係にあった。後にダビデ王に依り征服されイスラエルの属国となり、ユダヤ人に吸収される。その首都はラバ（Rabbah）と呼ばれた。後にヘブライ語でラバト・アンモーン（Rabbath Ammon）と呼ばれ、現在はヨルダンの首都アンマンとなっている。

## 言語
カナン諸語に属し、古典ヘブライ語やモアブ語と極めて近縁のアモン語と呼ばれる言語を使っていた。

## 宗教
モレクという神を崇拝した。